# Tour des Alpes Apuanes
Le Tour des Alpes Apuanes  est une ancienne course cycliste en ligne italienne disputée de 1919 à 1960 en Toscane. 
L'épreuve se disputait dans les Alpes Apuanes, partie septentrionale de la chaîne des Apennins à Marina Di Massa, localité du nord de l'Italie, dans la province de Massa-Carrara, région Toscane.

## Palmarès
| Année | Vainqueur          | Deuxième             | Troisième            |
| ----- | ------------------ | -------------------- | -------------------- |
| 1919  | Emilio Petiva      | Domenico Schierano   | Antonio De Michiel   |
| 1920  | Bartolomeo Aimo    | Giuseppe Santhia     | Giosuè Lombardi      |
| 1934  | Mario Cipriani     | Aurelio Scazzola     | Augusto Como         |
| 1954  | Giuseppe Buratti   | Luciano Ciancola     | Franco Aureggi       |
| 1955  | Ugo Massocco       | Flaminio Giusti      | Waldemaro Bartolozzi |
| 1956  | Guido Carlesi      | Waldemaro Bartolozzi | Adriano Torrini      |
| 1957  | Armando Pellegrini | Giuseppe Fallarini   | Alberto Negro        |
| 1958  | Luigi Zaimbro      | Augusto Giorgio      | Antonio Tonioli      |
| 1959  | Carlo Azzini       | Vinicio Marsili      | Walter Almaviva      |
| 1960  | Addo Kazianka      | Giuseppe Fallarini   | Noé Conti            |